# Rubens Fadini
Rubens Fadini (Jolanda di Savoia, 1º giugno 1927 – Superga, 4 maggio 1949) è stato un calciatore italiano, di ruolo centrocampista.
A lui è intitolato lo stadio comunale di Giulianova, in Abruzzo e la via del campo sportivo di Jolanda di Savoia.

## Carriera
Nato in provincia di Ferrara, emigra in giovane età a Milano con la famiglia. Inizia a giocare a calcio a Milano in una squadretta iscritta al campionato milanese ragazzi: il Dopolavoro Ceretti & Tanfani di Milano.
Con la Ceretti vince i campionati milanesi 1941-1942 e 1942-1943 ed ottiene il titolo di campione Regionale della Sezione Propaganda (perdendo il titolo assoluto di campione regionale ragazzi nella gara del 18 luglio 1943, 1-6 contro il Milano sul campo Pirelli alla Bicocca).
Nel dopoguerra la Gallaratese, che disputa il campionato di Misto B-C dell'Alta Italia, lo tessera. Resta qui per tre anni.
Passa al Torino poco più che ventenne. Nell'ultima, prima della tragedia di Superga, partita di campionato, contro l'Inter a Milano, sostituisce Mazzola infortunato.
Perisce nella citata tragedia prima di riuscire a compiere 22 anni, rimanendo così la più giovane vittima del disastro aereo.
Aveva giocato fino ad allora 10 partite di campionato, segnando una rete (nel successo interno per 4-1 sul Milan del 6 marzo 1949).
Fadini è stato sepolto nel cimitero di Arcore.

## Palmarès
- Campionato italiano: 1

Torino: 1948-1949